# 荒野星球
《荒野星球》，或譯狂野之星，是一個奇幻/科幻類大型多人線上角色扮演遊戲，設定在行星納克瑟斯（Nexus）上。在這座星球上強大的迷之種族Eldan消失之後留下了大量供玩家探索的技藝與秘密。
《荒野星球》的開發商是Carbine Studios，由NCSOFT發行，在2011年8月17日於Gamescom上首次露面。 2014年6月3日上線。在首次購買之後，這款遊戲給玩家提供了兩種付款方法，一種是月付，一種是購買遊戲內的C.R.E.D.D，後者可在遊戲中交易。